# Weywot
Weywot (ˈweɪwɒt) è il dio del cielo nella mitologia dei nativi americani Tongva, figlio e prima creazione del dio Quaoar, e fratello di Chehooit e delle altre divinità. Weywot nacque quando Quaoar, danzando e cantando, creò il mondo e le divinità. Quando venne scoperto un satellite di Quaoar, un grosso oggetto transnettuniano, lo scopritore, Michael E. Brown, lasciò ai Tongva la scelta del nome. La scelta ricadde su Weywot.